# Moussa Savadogo
Moussa Savadogo (* 8. April 1959) ist ein ehemaliger malischer Sprinter.

## Sport
Savadogo nahm an den Olympischen Sommerspielen 1984 in Los Angeles teil. Im Wettlauf über 200 Meter schied er in den Vorläufen aus.